# Liste der Baudenkmäler in Anger (Berchtesgadener Land)

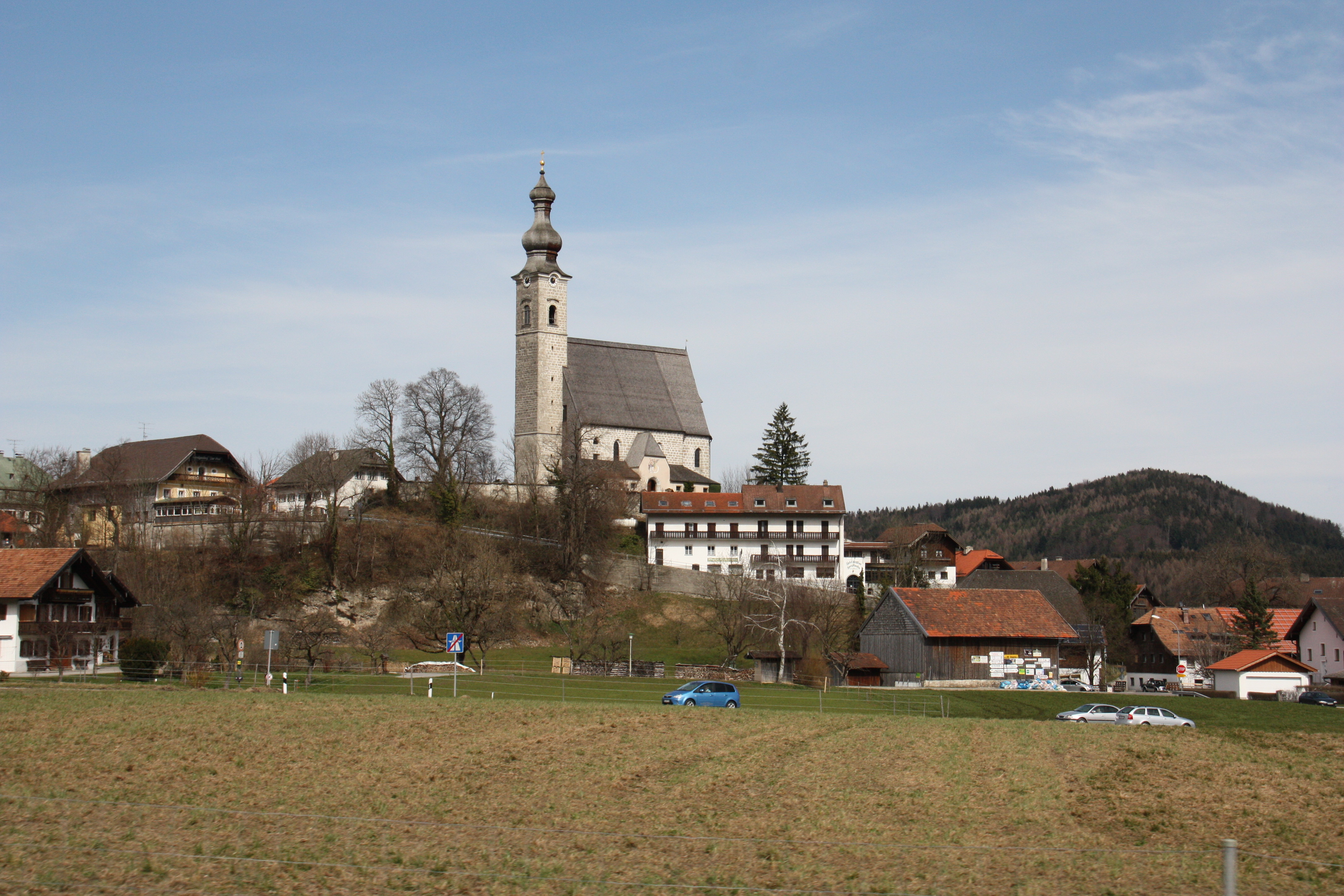
Ortsansicht von Anger

Auf dieser Seite sind die Baudenkmäler in der oberbayerischen Gemeinde Anger zusammengestellt. Diese Tabelle ist eine Teilliste der Liste der Baudenkmäler in Bayern. Grundlage ist die Bayerische Denkmalliste, die auf Basis des Bayerischen Denkmalschutzgesetzes vom 1. Oktober 1973 erstmals erstellt wurde und seither durch das Bayerische Landesamt für Denkmalpflege geführt wird. Die folgenden Angaben ersetzen nicht die rechtsverbindliche Auskunft der Denkmalschutzbehörde.

## Ensembles

### Ensemble Ortskern Anger

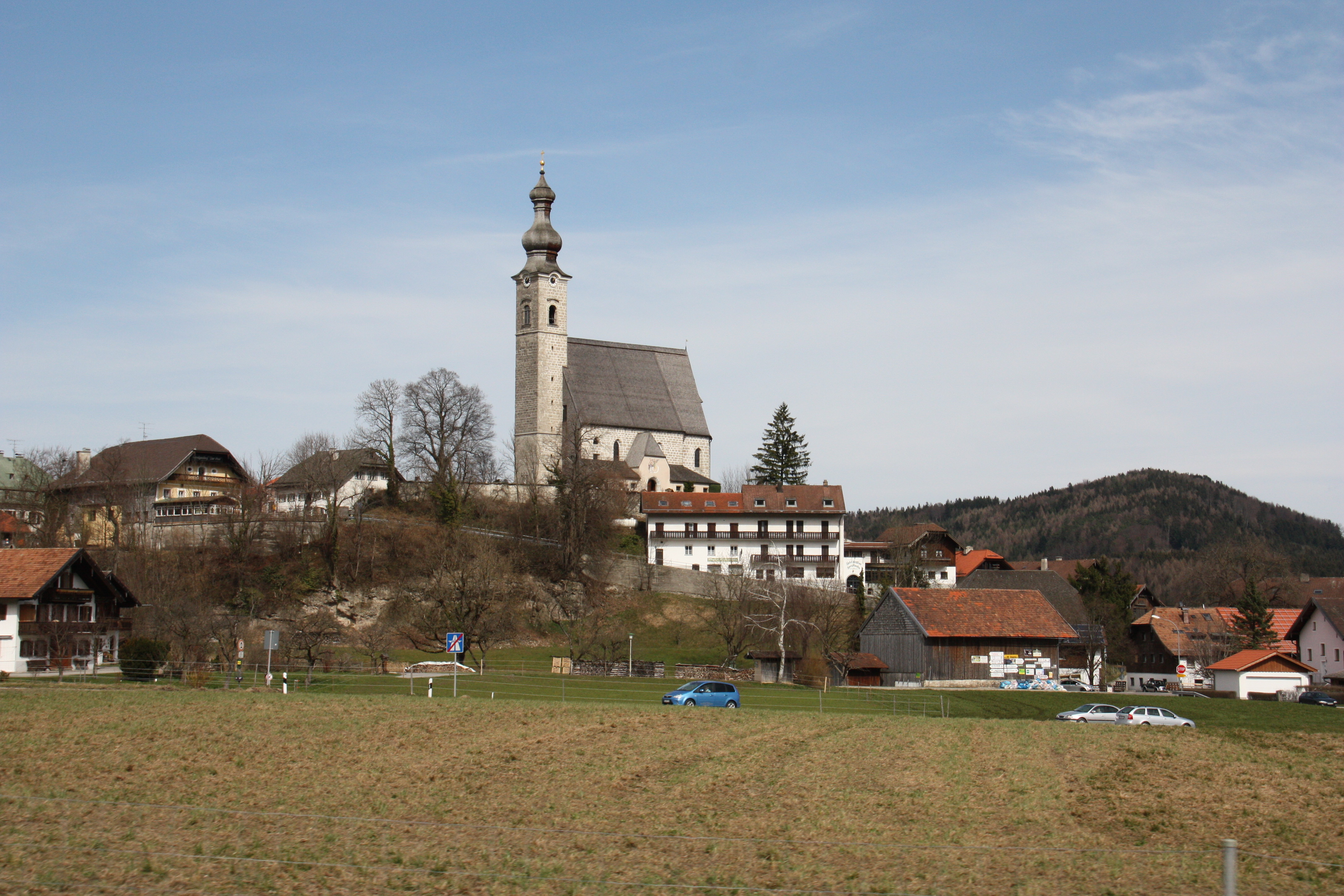

Die dörfliche Siedlung Anger, am Alpenrand unmittelbar vor dem Staufengebirge auf einem nach drei Seiten abfallenden schmalen Plateau gelegen, ist seit dem frühen Mittelalter Seelsorgs- und Gemeindemittelpunkt für eine große Zahl von bäuerlichen Weilern und Einöden zwischen Stoißer Ache, Höglberg und Saalachniederung. Die historische Ausdehnung des Ortes, der selbst keine Bauernanwesen besitzt, geht über den weiten Bezirk des Dorfplatzes kaum hinaus.
Keimzelle des Dorfes war eine mittelalterliche Burg, die schon im 10. Jahrhundert von der Gräfin Ellanburg aufgelassen wurde und an deren Stelle, am höchsten Punkt des Plateaus, eine Kirche errichtet wurde. Bezugnehmend auf den Namen der Stifterin, wurde der Ort jahrhundertelang Ellanburgskirchen, dann verballhornt bis in das 18. Jahrhundert Ölbergskirchen genannt. Dann erst wurde der alte Flurname Anger als Ortsname gebräuchlich. Er bezieht sich wohl direkt auf die im bayerischen Oberland seltene Grundrißform des Ortes, ein großes, nord-südlich gerichtetes Rechteck. An der langen Westseite dieses Platzes reihen sich der große Postgasthof, Wohn- und Handwerkerhäuser und der 1861 erbaute Pfarrhof. Es handelt sich meist um zweigeschossige verputzte Bauten des 18. und frühen 19. Jahrhunderts, im Kern oft älter, die besonders durch den lebendigen Wechsel zwischen vorstehenden Schopfwalm- und Flachsatteldächern der historischen Bauweise der Gegend Rechnung tragen.
Die Ostseite des Platzes ist im nördlichen Teil erst in neuerer Zeit und nicht sehr einfühlsam bebaut worden. Das Schwergewicht des Platzbildes liegt an der schmalen Südseite, wo sich die Bebauung verdichtet und wo der 1447 geweihte eindrucksvolle spätgotische Bau der Pfarrkirche hinter den Häusern aufragt. Sie ist vom alten, ummauerten Friedhof umgeben, der sich über dem ehemaligen Burghügel ausbreitet.
Die barocke Doppelzwiebel auf dem gotischen Turm der Kirche verleiht dem Platzbild ebenso einen Akzent wie die gotisierende Mariensäule von 1884 auf der Rasenfläche des Dorfangers.
Aktennummer: E-1-72-112-1

### EnsembleAugustinerchorherrenstift Höglwörth

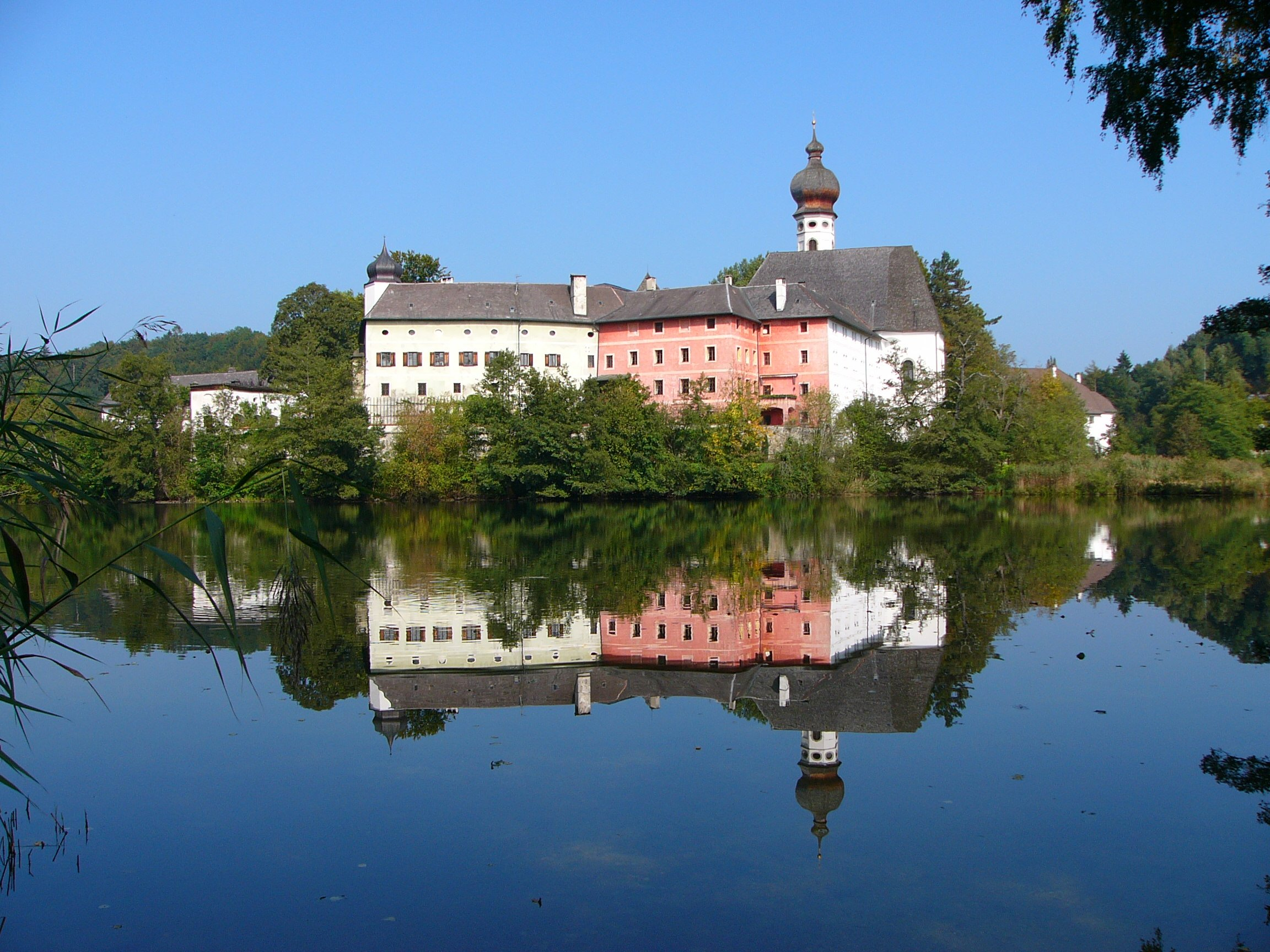

Das Ensemble umfasst das kleine ehemalige Augustinerchorherrenstift Höglwörth mit den zugehörigen, meist barocken Bauten. Die Anlage erhebt sich, einer Wasserburg nicht unähnlich, auf einer Insel im kleinen Höglwörther See.
Das Stift, das dem Erzstift Salzburg unterstand, wurde im 12. Jahrhundert von den Grafen von Plain gegründet. Von den mittelalterlichen Bauten ist sichtbar nur der romanische Chor der Stiftskirche erhalten geblieben, der – wenn auch barock überformt – in die seit 1675 neu erbaute Kirche übernommen wurde. Auch die Konventbauten der Chorherren, denen jahrhundertelang bis zur Auflösung des Stifts 1817 die Seelsorge in Anger, am Högl und bis Piding, also im erzstiftischen Gericht Staufeneck, oblag, wurden in der zweiten Hälfte des 17. Jahrhunderts neu erbaut; ein kleiner, quadratisch umbauter Hof, Nachfolger des mittelalterlichen Kreuzgangs, wurde an die Südseite der Kirche angeschlossen, ein unregelmäßig umbauter größerer Hof wurde südwestlich vorgelagert. Den Zugang auf die kleine Stiftsinsel sichert im Nordosten das Torhaus, das auch dem Klosterrichter als Wohnung diente; ihm entspricht im Südwesten ein Torbau im großen Hof, der den Zugang zur hinteren Insel und dem dortigen Gebäude freigibt.
Vor der Brücke und dem Torhaus, welche den Eingang auf die Stiftsinsel bilden, hat sich von den ehemaligen Wirtschafts- und anderen Gebäuden nur das stattliche Klosterwirtshaus erhalten, das zum Ensemble gehört.
Aktennummer: E-1-72-112-2

## Baudenkmäler nach Ortsteilen

### Anger
| Lage                                                      | Objekt                                        | Beschreibung | Akten-Nr.              | Bild                  |
| --------------------------------------------------------- | --------------------------------------------- | --- | ---------------------- | --------------------- |
| Dorfplatz (Standort)                                      | Mariensäule                                   | 1884 im Achthal gegossene Figur auf Säule; auf dem Anger. | D-1-72-112-13 Wikidata | Mariensäule           |
| Dorfplatz (bei Nr. 18) (Standort)                         | Kapelle                                       | Mit offener Bildnische und Zeltdach, wohl 18. Jahrhundert; mit Ausstattung | D-1-72-112-14 Wikidata | Kapelle               |
| Dorfplatz 1 (Standort)                                    | Katholische Pfarrkirche St. Mariä Himmelfahrt | Spätgotische Anlage, geweiht 1447, Langhaus ursprünglich mit drei Freipfeilern, Barockisierung 1717, doppelte Zwiebelhaube des Turms 1739; mit Ausstattung Friedhof mit Ummauerung, Anlage mittelalterlich | D-1-72-112-1 Wikidata  | weitere Bilder        |
| Dorfplatz 2 (Standort)                                    | Ehemaliges Mesnerhaus                         | Mit Schopfwalmdach, Anfang 19. Jahrhundert | D-1-72-112-3 Wikidata  | Ehemaliges Mesnerhaus |
| Dorfplatz 16 (Standort)                                   | Wohnhaus                                      | Mit Schopfwalmdach, 1750 | D-1-72-112-5 Wikidata  | Wohnhaus              |
| Dorfplatz 26 (Standort)                                   | Wohnhaus                                      | Mit Schopfwalmdach und Sandsteintürgewände, wohl Anfang 19. Jahrhundert | D-1-72-112-7 Wikidata  | Wohnhaus              |
| Dorfplatz 27 (Standort)                                   | Pfarrhof                                      | Mit Sandsteinlisenen und vorkragendem Flachsatteldach, 1861 | D-1-72-112-8 Wikidata  | Pfarrhof              |
| Dorfplatz 28 (Standort)                                   | Wohnhaus                                      | Mit Schopfwalmdach, Sandsteintürgewände bezeichnet mit dem Jahr 1844, der Bau im Kern 17. Jahrhundert | D-1-72-112-9 Wikidata  | Wohnhaus              |
| Dorfplatz 29 (Standort)                                   | Gasthaus Metzgerwirt                          | Wohl Ende 18. Jahrhundert | D-1-72-112-10 Wikidata | Gasthaus Metzgerwirt  |
| Dorfplatz 36 (Standort)                                   | Gasthaus Post                                 | Stattlicher Bau mit Schopfwalmdach und Giebellaube, äußeres Ende 18. Jahrhundert, im Kern älter | D-1-72-112-12 Wikidata | Gasthaus Post         |
| Nähe Höglwörther Weg (Standort)                           | Ölbergkapelle                                 | Historische Ausstattung und Felsengrotte von 1685; in neu errichteter Ölbergkapelle. | D-1-72-112-17 Wikidata | BW                    |
| In der Kröpflau, innerhalb des neuen Friedhofs (Standort) | Pestfriedhof                                  | Ummauerte Anlage, 17. Jahrhundert, mit Pestkapelle von 1663, vergrößert 1856; mit Ausstattung | D-1-72-112-18 Wikidata | BW                    |
| Kirchbergäcker, am Weg nach Höglwörth (Standort)          | Kapelle                                       | Mit großer offener Nische, wohl 18. Jahrhundert; mit Ausstattung | D-1-72-112-16 Wikidata | Kapelle               |
| Mühlenweg 3 (Standort)                                    | Pfaffendorfer Mühle                           | Stattlicher Bau mit Schopfwalmdach, Türgewände am wohl ältesten Teil des Hauses bezeichnet mit dem Jahr „1587“, Balkenköpfe bezeichnet mit dem Jahr „1770“                                                 | D-1-72-112-15 Wikidata | Pfaffendorfer Mühle   |

### Aufham
| Lage                        | Objekt                                     | Beschreibung                                                                | Akten-Nr.              | Bild           |
| --------------------------- | ------------------------------------------ | --------------------------------------------------------------------------- | ---------------------- | -------------- |
| Hauptstraße 9 (Standort)    | Bauernhaus                                 | Mit Giebellaube, Türgewände bezeichnet mit dem Jahr „1837“                  | D-1-72-112-20 Wikidata | BW             |
| Hauptstraße 15 (Standort)   | Gasthaus Altwirt                           | Stattlicher Bau mit Schopfwalmdach, im Kern 18. Jahrhundert                 | D-1-72-112-21 Wikidata | BW             |
| Kirchenstraße 21 (Standort) | Katholische Filialkirche St. Jakobus major | Spätgotisch, 15. Jahrhundert, nördliches Seitenschiff 1930; mit Ausstattung | D-1-72-112-23 Wikidata | weitere Bilder |

### Hadermarkt
| Lage                     | Objekt                                 | Beschreibung                                                                               | Akten-Nr.              | Bild |
| ------------------------ | -------------------------------------- | ------------------------------------------------------------------------------------------ | ---------------------- | ---- |
| Salzstraße 11 (Standort) | Wohnhaus, ehemals zur Schmiede gehörig | Mit Flachsatteldach und Giebelbalkon, steinernes Türgewände bezeichnet mit dem Jahr „1828“ | D-1-72-112-27 Wikidata | BW   |
| Salzstraße 13 (Standort) | Wohnhaus, ehemalige Schmiede           | Mit offener Erdgeschosslaube und Flachsatteldach, 17. Jahrhundert                          | D-1-72-112-28 Wikidata | BW   |

### Hainham
| Lage                  | Objekt                             | Beschreibung                                                                                              | Akten-Nr.              | Bild                               |
| --------------------- | ---------------------------------- | --- | ---------------------- | ---------------------------------- |
| Hainham 1 (Standort)  | Kapelle, sogenannte Schauerkapelle | Um 1870/80; zu Nr. 40 gehörig                                                                             | D-1-72-112-26 Wikidata | Kapelle, sogenannte Schauerkapelle |
| Hainham 6 (Standort)  | Bauernhaus                         | Stattlich, mit Schopfwalmdach, Putzgliederungen und Wiederkehr, Türgewände bezeichnet mit dem Jahr „1877“ | D-1-72-112-24 Wikidata | BW                                 |
| Hainham 10 (Standort) | Bauernhaus                         | Obergeschoss teilweise in Blockbau, 17./18. Jahrhundert                                                   | D-1-72-112-25 Wikidata | BW                                 |

### Högl
| Lage                          | Objekt                            | Beschreibung | Akten-Nr.              | Bild |
| ----------------------------- | --------------------------------- | --- | ---------------------- | ---- |
| Felberstraße 5 (Standort)     | Bauernhaus (Thomann in Unterhögl) | Mit Schopfwalmdach, Türgewände bezeichnet mit dem Jahr „1769“ Hofkapelle, 1947 | D-1-72-112-60 Wikidata | BW   |
| Felberstraße 12 (Standort)    | Bauernhaus (Felben in Unterhögl)  | Giebel und Türgewände bezeichnet mit dem Jahr „1787“ Getreidekasten, Blockbau, bezeichnet mit dem Jahr „1609“ Hofkapelle, wohl 18. Jahrhundert; mit Ausstattung | D-1-72-112-61 Wikidata | BW   |
| Höglstraße 26 (Standort)      | Bauernhaus (Hoisn)                | Türgewände bezeichnet mit dem Jahr „1812“, Schopfwalmdach bezeichnet mit dem Jahr „1852“ | D-1-72-112-62 Wikidata | BW   |
| Stroblalmstraße 8 (Standort)  | Bauernhaus (Steinbrecher)         | Um 1840 wohl auf älterer Grundlage erbaut, Türgewände 16. Jahrhundert, Steilsatteldach ehemals mit Schopfwalm | D-1-72-112-63 Wikidata | BW   |
| Stroblalmstraße 14 (Standort) | Gasthof Stroblalm                 | Stattlicher Bau mit Schopfwalmdach, Sandstein-Türgewände bezeichnet mit dem Jahr „1843“ Nebengebäude, ehemalige Schmiede zur Zurichtung der Steinbruch-Werkzeuge, am Kamin bezeichnet mit dem Jahr „1674“, am Türstock „1792“ Stroblkapelle, um Mitte 19. Jahrhundert; mit Ausstattung | D-1-72-112-64 Wikidata | BW   |

### Höglwörth
| Lage                                     | Objekt                                                                                     | Beschreibung | Akten-Nr.              | Bild           |
| ---------------------------------------- | ------------------------------------------------------------------------------------------ | --- | ---------------------- | -------------- |
| Höglwörther Straße 21 (Standort)         | Klosterwirt                                                                                | Stattlicher zweigeschossiger Bau mit hohem Schopfwalmdach, 18. Jahrhundert | D-1-72-112-31 Wikidata | Klosterwirt    |
| Höglwörther Straße 23, 25, 27 (Standort) | Ehem. Augustiner-Chorherrenstift Höglwörth                                                 | um 1125 gegründet, Kloster und Kirche im Wesentlichen 2. Hälfte 17. Jahrhundert, Säkularisation 1817; katholische Filial- und Stiftskirche St. Peter und Paulus, Saalbau mit Sandsteinportal und Turm mit Zwiebelhaube, nach Plänen von Michael Spinngrueber, 1675–89, unter Einbeziehung des Rechteckchors des romanischen Vorgängerbaus, um 1219; mit Ausstattung; ehemaliger Konventbau mit Prälatur, Fürstensaal, Gästezimmer und Winterchor, drei- und viergeschossige Trakte um einen Rechteckhof (ehem. Kreuzgang), südwestlich vorgelagert unregelmäßig umbauter, größerer Hof, umschlossen von drei- bis viergeschossigen Trakten mit teils abgewalmten Satteldächern, zwei Tortürmen im Nordosten und Westen mit Zelt- und Haubendach, Erker und Natursteinportalen, bis 1680; mit Ausstattung; Brunnen, Sandsteinbecken mit Wappen, bez. 1669, Brunnensäule mit Figur des hl. Johann Nepomuk, von Josef Anton Pfaffinger, um 1740; ehem. Ökonomiegebäude, zweigeschossig, mit Krüppelwalmdach, Giebelluke und Sandsteingewänden, wohl 18. Jh., im Innern mit ehem. Stiftsbrauerei, um 1730; Torhaus und ehem. Klosterrichterwohnung, bis 1861 Pfarrhaus, zweigeschossiger Schopfwalmdachbau mit gewölbter Tordurchfahrt, östlich mit schmalem Vorbau, um 1680; Klosterbefestigung, aus Bruchsteinmauerwerk. | D-1-72-112-33 Wikidata | weitere Bilder |
| Mooshäuslweg 7 (Standort)                | Ehemaliges Forsthaus, ehemals Wohnhaus des Historiographen Joseph Ernst von Koch-Sternfeld | Putzbau mit Schopfwalmdach, 1833 | D-1-72-112-36 Wikidata | BW             |
| Ramsauer Straße 4 (Standort)             | Prielhof                                                                                   | Bauernhaus, mit Schopfwalmdach, Wiederkehr und steinernem Türgewände, Mitte 19. Jahrhundert Hofkapelle, 19. Jahrhundert | D-1-72-112-37 Wikidata | BW             |
| Salzstraße 49 (Standort)                 | Bauernhaus                                                                                 | Mit Steilsatteldach, ehemals mit Schopfwalm, bezeichnet mit dem Jahr „1760“ | D-1-72-112-38 Wikidata | BW             |
| Salzstraße 60 (Standort)                 | Gasthaus Mayrhofen                                                                         | Mit Steilsatteldach über Kniestock, mit Sandsteintürgewände, 18. Jahrhundert Feldkasten, Blockbau, wohl 17./18. Jahrhundert, im Nebengebäude eingebaut | D-1-72-112-39 Wikidata | BW             |

### Holzhausen
| Lage                                                                            | Objekt               | Beschreibung | Akten-Nr.              | Bild |
| ------------------------------------------------------------------------------- | -------------------- | --- | ---------------------- | ---- |
| Haslauerstraße 4 (Standort)                                                     | Wohnhaus             | Mit Gliederungen, Schopfwalmdach, Tür bezeichnet mit dem Jahr „1847“                                                                                             | D-1-72-112-40 Wikidata | BW   |
| Haslauerstraße 10 (Standort)                                                    | Bauernhaus           | Mit Schopfwalmdach und Wiederkehr, Türgewände bezeichnet mit dem Jahr „1797“                                                                                     | D-1-72-112-41 Wikidata | BW   |
| Holzhauser Straße 20 (Standort)                                                 | Türgewände           | Sandstein, Mitte 19. Jahrhundert | D-1-72-112-43 Wikidata | BW   |
| Holzhauser Straße 21, Einmündung Haslauerstraße in Holzhauser Straße (Standort) | Figuren              | Der ersten Hälfte 18. Jahrhundert | D-1-72-112-50 Wikidata | BW   |
| Holzhauser Straße 24 (Standort)                                                 | Türstock und Haustür | 1808 | D-1-72-112-44 Wikidata | BW   |
| Holzhauser Straße 25 (Standort)                                                 | Türstock und Haustür | 1864 | D-1-72-112-45 Wikidata | BW   |
| Holzhauser Straße 27 (Standort)                                                 | Bauernhaus           | Mit mittelsteilem Dach und Putzgliederungen, Türstock und geschnitzte Tür bezeichnet mit dem Jahr „1858“                                                         | D-1-72-112-46 Wikidata | BW   |
| Kohlhäuslstraße 10 a; Kohlhäuslstraße 10 b (Standort)                           | Obermühle            | Mächtiger Bau mit Schopfwalmdach, Untergeschoss spätgotisch, Obergeschosse 17./18. Jahrhundert, angeschlossener gewölbter Stallteil, wohl Anfang 19. Jahrhundert | D-1-72-112-47 Wikidata | BW   |
| Schmiedweg 4 (Standort)                                                         | Wohnhaus             | Mit Schopfwalmdach, Türstock und Rautentür bezeichnet mit dem Jahr „1837“                                                                                        | D-1-72-112-48 Wikidata | BW   |
| Schmiedweg 9 (Standort)                                                         | Bauernhaus           | Obergeschoss-Blockbau, 17./18. Jahrhundert | D-1-72-112-49 Wikidata | BW   |

### Steinhögl
| Lage                                                             | Objekt                     | Beschreibung | Akten-Nr.              | Bild           |
| ---------------------------------------------------------------- | -------------------------- | --- | ---------------------- | -------------- |
| Steinhögl 15 (Standort)                                          | Zugehöriger Getreidekasten | Bezeichnet mit dem Jahr „1732“ | D-1-72-112-74 Wikidata | BW             |
| Steinhögl 18 (Standort)                                          | Bauernhaus                 | Stattlich, mit Schopfwalmdach, Putzgliederungen und Wiederkehr, Türgewände bezeichnet mit dem Jahr „1839“                                            | D-1-72-112-75 Wikidata | BW             |
| Steinhögl 26 (Standort)                                          | Bauernhaus                 | Mit Schopfwalmdach und Wiederkehr, Türgewände bezeichnet mit dem Jahr „1868“ Getreidekasten, Blockbau, bezeichnet mit dem Jahr „1668“ Backhaus, 1836 | D-1-72-112-77 Wikidata | Bauernhaus     |
| Steinhögl 28 (Standort)                                          | Bauernhaus                 | Mit Schopfwalmdach und Wiederkehr, Türgewände bezeichnet mit dem Jahr „1865“                                                                         | D-1-72-112-78 Wikidata | Bauernhaus     |
| Steinhögl 30 (Standort)                                          | Katholische Filialkirche   | Langhaus romanisch, Chor spätgotisch, Barockisierung der Anlage und Turmbau im 17. Jahrhundert; mit Ausstattung Friedhof mit alter Ummauerung        | D-1-72-112-73 Wikidata | weitere Bilder |
| Vachenlueger Straße 36, an der Straße nach Vachenlueg (Standort) | Sogenannte Urban-Kapelle   | Kleine Anlage, wohl 18. Jahrhundert; mit Ausstattung                                                                                                 | D-1-72-112-79 Wikidata | BW             |

### Unterberg
| Lage                    | Objekt                | Beschreibung                                                                               | Akten-Nr.              | Bild |
| ----------------------- | --------------------- | ------------------------------------------------------------------------------------------ | ---------------------- | ---- |
| Unterberg 10 (Standort) | Bauernhaus            | Mit Wiederkehr, bezeichnet mit dem Jahr „1853“                                             | D-1-72-112-82 Wikidata | BW   |
| Unterberg 26 (Standort) | Bauernhaus (Edfelder) | Mit Schopfwalmdach, Wandgemälden und steinernem Türgewände, bezeichnet mit dem Jahr „1843“ | D-1-72-112-85 Wikidata | BW   |

### Vachenlueg
| Lage                            | Objekt               | Beschreibung                                                             | Akten-Nr.              | Bild                 |
| ------------------------------- | -------------------- | ------------------------------------------------------------------------ | ---------------------- | -------------------- |
| Burgruine Vachenlueg (Standort) | Burgruine Vachenlueg | Mauerreste der ehemaligen stattlichen Burg des 15. Jahrhunderts          | D-1-72-112-89 Wikidata | Burgruine Vachenlueg |
| Vachenlueg 17 (Standort)        | Kapelle              | Neubau 1848 an Stelle der alten Schlosskapelle; mit Ausstattung          | D-1-72-112-88 Wikidata | weitere Bilder       |
| Vachenlueg 50 (Standort)        | Gasthaus             | Stattlich, mit Schopfwalmdach, Türgewände bezeichnet mit dem Jahr „1784“ | D-1-72-112-87 Wikidata | Gasthaus             |

### Weitere Ortsteile
| Lage                                                                               | Objekt                               | Beschreibung | Akten-Nr.               | Bild                        |
| ---------------------------------------------------------------------------------- | ------------------------------------ | --- | ----------------------- | --------------------------- |
| Dornach Stoißberg 6 (Standort)                                                     | Bauernhaus (zum Dornach)             | Wohnteil in unverputztem Mischmauerwerk, mit Satteldach und Hochlaube, Sandsteinportal bezeichnet mit dem Jahr „1845“ | D-1-72-112-99 Wikidata  | BW                          |
| Enzing Prastinger Straße 56, in Enzing (Standort)                                  | Bauernhaus                           | Steinerne Fenster- und Türgewände, bezeichnet mit dem Jahr „1777“ | D-1-72-112-67 Wikidata  | BW                          |
| Fürmannalm Irlberg 41 (Standort)                                                   | Haustür                              | Anfang 19. Jahrhundert Getreidekasten, Blockbau, bezeichnet mit dem Jahr „1607“ | D-1-72-112-51 Wikidata  | BW                          |
| Geigenthal in Zellberg (Standort)                                                  | Gasteighof                           | Breit gelagertes Bauernhaus, verputzt, Giebel verbrettert, 17./18. Jahrhundert | D-1-72-112-93 Wikidata  | BW                          |
| Grund Reitmaier Angerstraße 93 (Standort)                                          | Bauernhaus                           | Wohl 19. Jahrhundert, Türgewände bezeichnet mit dem Jahr „1655“ | D-1-72-112-71 Wikidata  | BW                          |
| Grund Reitmaier Schrattenbach; Angerstraße; Nähe Grund, bei Haus Nr. 93 (Standort) | Bildstock                            | Wohl 19. Jahrhundert | D-1-72-112-70 Wikidata  | BW                          |
| Hainbuch Höglstraße 38 (Standort)                                                  | Kapelle                              | 1770/71 erbaut; mit Ausstattung | D-1-72-112-65 Wikidata  | BW                          |
| Hochöd Stoißberg 38 (Standort)                                                     | Zuhaus                               | Blockbau, bezeichnet mit dem Jahr „1725“ | D-1-72-112-81 Wikidata  | BW                          |
| Hütten Stoißberg 16 (Standort)                                                     | Bauernhaus                           | Wohnteil in unverputztem Mischmauerwerk, mit Hochlaube und Schopfwalmdach, Sandsteinportal bezeichnet mit dem Jahr „1845“                                                                                                  | D-1-72-112-100 Wikidata | BW                          |
| Irlberg Pilzenberg 26 (Standort)                                                   | Oberpilsenhof                        | Bauernhaus mit Schopfwalmdach, steinernes Türgewände bezeichnet mit dem Jahr „1847“, darüber Wandbild | D-1-72-112-53 Wikidata  | BW                          |
| Jechling Fallgrabenstraße 1 (Standort)                                             | Backhaus                             | erdgeschossiger Satteldachbau, im Innern mit Ofen und Waschzuber, Ende 19. Jh. | D-1-72-112-102          | BW                          |
| Jechling Nähe Achenweg, an der Stoißer Ache (Standort)                             | Sühnekreuz                           | aus Marmor, wohl 1280 | D-1-72-112-105          | BW                          |
| Kaltenkraut Prastinger Straße 47 (Standort)                                        | Kapelle                              | 1870; zu Haus Nr. 61 gehörig | D-1-72-112-68 Wikidata  | BW                          |
| Kerschall Zellberg 36 (Standort)                                                   | Kerschallhof                         | Bauernhaus mit Schopfwalmdach und Wiederkehr, prächtiges Sandsteinportal bezeichnet mit dem Jahr „1843“ Steinerne Bank vor dem Haus, Mitte 19. Jahrhundert                                                                 | D-1-72-112-95 Wikidata  | BW                          |
| Lachl Bannhöglstraße 5 (Standort)                                                  | Bauernhaus (Lachl)                   | Stattlich, mit Schopfwalmdach, Tür- und Fenstergewände wohl 16. Jahrhundert Getreidekasten, Blockbau, bezeichnet mit dem Jahr „1550“ Sühnekreuz, Rotmarmor, wohl 16. Jahrhundert Hofkapelle St. Rupertus, 1934             | D-1-72-112-58 Wikidata  | BW                          |
| Lebloh Lebloh 14, in Hinterreit (Standort)                                         | Wohnteil eines Bauernhauses          | zweigeschossiger Satteldachbau mit Werkstein-Fenstergewänden und rundbogigem Werksteinportal, 1868, Dachstuhl 1912 erneuert; zugehörige Hofkapelle, Satteldachbau mit dreiseitigem Chorschluss, bez. 1891; mit Ausstattung | D-1-72-112-56 Wikidata  | Wohnteil eines Bauernhauses |
| Pirach Zellberg 47 (Standort)                                                      | Pirachhof                            | Bauernhaus mit Schopfwalmdach und Wiederkehr, bezeichnet mit dem Jahr „1842“ am Türgewände, „1843“ am Dach | D-1-72-112-96 Wikidata  | BW                          |
| Prasting Prastinger Straße 38 (Standort)                                           | Bauernhaus                           | Mit Putzgliederungen und steinernem Türgewände, 1840 erbaut, Dach wohl ehemals mit Schopfwalm, Wiederkehr | D-1-72-112-66 Wikidata  | BW                          |
| Rothenau Kohlhäuslstraße 36 (Standort)                                             | Rothenauhof, Bauernhaus              | Blockbau-Obergeschoss, hölzerner Türstock bezeichnet mit dem Jahr „1699“ | D-1-72-112-91 Wikidata  | BW                          |
| Schaffer Bannhöglstraße 8 (Standort)                                               | Bauernhaus (Schaffer)                | Um Mitte 19. Jahrhundert, im Kern älter, Türgewände 16. Jahrhundert, ehemals mit Schopfwalmdach Getreidekasten, Blockbau, bezeichnet mit dem Jahr „1748“                                                                   | D-1-72-112-59 Wikidata  | BW                          |
| Schorn Zellberg 10 (Standort)                                                      | Schornermühle                        | Stattlicher Bauernhof mit Schopfwalmdach und langer Wiederkehr, bezeichnet mit dem Jahr „1809“ Nebengebäude, Obergeschoss-Blockbau, wohl erste Hälfte 19. Jahrhundert                                                      | D-1-72-112-92 Wikidata  | BW                          |
| Stockham Stockham 6 (Standort)                                                     | Bauernhaus                           | Schopfwalmdach, bezeichnet mit dem Jahr „1835“ | D-1-72-112-80 Wikidata  | BW                          |
| Stoißberg Nähe Stoiß 70 (Standort)                                                 | Kapelle, sog. Stoißbergkapelle       | verputzter Bau mit halbrund geschlossenem Chor, Schopfwalmdach mit Schindeldeckung und Dachreiter, wohl 1894; mit Ausstattung                                                                                              | D-1-72-112-103          | BW                          |
| Thenlohe Unterberg 21 (Standort)                                                   | Bauernhaus (Thenlohe)                | Mit Schopfwalmdach, Türgewände bezeichnet mit dem Jahr „1847“ | D-1-72-112-84 Wikidata  | BW                          |
| Weng Nähe Weng, bei Haus Nr. 71 (Standort)                                         | Sogenannte Wengkapelle (Pestkapelle) | 18. Jahrhundert; mit Ausstattung | D-1-72-112-69 Wikidata  | BW                          |
| Zell Zellberg, zu Haus Nr. 12 (Standort)                                           | Wegkapelle                           | Mit Lourdesgrotte, 18./19. Jahrhundert; mit Ausstattung | D-1-72-112-98 Wikidata  | BW                          |

## Ehemalige Baudenkmäler
In diesem Abschnitt sind Objekte aufgeführt, die früher einmal in der Denkmalliste eingetragen waren, jetzt aber nicht mehr. Objekte, die in anderem Zusammenhang also z. B. als Teil eines Baudenkmals weiter eingetragen sind, sollen hier nicht aufgeführt werden. Aktennummern in diesem Abschnitt sind ehemalige, jetzt nicht mehr gültige Aktennummern.

| Lage                                       | Objekt                                      | Beschreibung | Akten-Nr.               | Bild |
| ------------------------------------------ | ------------------------------------------- | --- | ----------------------- | ---- |
| Hadermarkt Falkenaustraße 8 (Standort)     | Bauernhaus                                  | Einfirsthof, zweigeschossiger verputzter Flachsatteldachbau aus Högler Sandstein und rundbogigem Türgewände, bezeichnet mit dem Jahr „1708“, Umbauphasen des frühen und späten 19. Jahrhundert | D-1-72-112-101 Wikidata | BW   |
| Höglwörth Höglwörther Straße 12 (Standort) | Bauernhaus                                  | Obergeschoss verputzter Blockbau, Schopfwalmdach, steinernes Türgewände bezeichnet mit dem Jahr „1849“                                                                                         | D-1-72-112-29 Wikidata  | BW   |
| Jechling Pidinger Straße 8 (Standort)      | Bauernhaus, jetzt Zuhaus                    | Obergeschoss in Blockbauweise, Türgewände bezeichnet mit dem Jahr „1723“ | D-1-72-112-55 Wikidata  | BW   |
| Reitberg Reitbergstraße 10 (Standort)      | Bauernhaus                                  | Mit Schopfwalmdach und Wiederkehr, Ende 18./Anfang 19. Jahrhundert | D-1-72-112-72 Wikidata  | BW   |
| Wolfertsau Wolfertsau 9 (Standort)         | Weberhäusl                                  | Wohnhaus mit Schopfwalmdach, Türstock bezeichnet mit dem Jahr „1770“ | D-1-72-112-90 Wikidata  | BW   |
| Unterberg Unterberg 14 (Standort)          | Bauernhaus                                  | Mit Wiederkehr, Anfang 19. Jahrhundert | D-1-72-112-83 Wikidata  | BW   |
| Stumpfegg Unterberg 30 (Standort)          | Bauernhaus (Stumpfegger)                    | Mit Schopfwalmdach und Wiederkehr, Mitte 19. Jahrhundert | D-1-72-112-86 Wikidata  | BW   |
| Kerschall Zellberg 35 (Standort)           | Handwerker-Wohnhaus mit ehemaliger Schmiede | Anfang 19. Jahrhundert, Schopfwalmdach; ehemals Zuhaus zu alte Nr. 16 | D-1-72-112-94 Wikidata  | BW   |
| Loithal Zellberg 50 (Standort)             | Bauernhaus                                  | Mit Wiederkehr, marmornes Türgewände, erste Hälfte 19. Jahrhundert | D-1-72-112-97 Wikidata  | BW   |